# رعب ياباني
الرعب الياباني هو خيال رعب مشتق من الثقافة الشعبية في اليابان، ويشتهر عمومًا بمعالجته الموضوعية والتقليدية الفريدة لنوع الرعب والتي تختلف عن التمثيل الغربي التقليدي للرعب. تميل أفلام الرعب اليابانية إلى التركيز على الرعب النفسي، وبناء التوتر (التشويق)، والظواهر الخارقة للطبيعة، وخاصة تلك التي تنطوي على الأشباح (اليوري) والأرواح الشريرة. تحتوي روايات الرعب اليابانية الأخرى على موضوعات تتعلق بالدين الشعبي مثل الاستحواذ، وطرد الأرواح الشريرة، والشامانية، والاستبصار، واليوكاي . تشمل الوسائط التي يمكن العثور فيها على نوع أدب الرعب الياباني الأعمال الفنية والمسرح والأدب والأفلام والأنيمي وألعاب الفيديو.

## الأصل
يمكن إرجاع أصول الرعب الياباني إلى قصص الرعب وقصص الأشباح في فترة إيدو وفترة ميجي، والتي كانت تُعرف باسم كايدان (تُكتب أحيانًا كوايدان؛ وتعني حرفيًا "قصة غريبة"). وقد استُخدمت عناصر من هذه الحكايات الشعبية بشكل روتيني في أشكال مختلفة من الرعب الياباني، وخاصة القصص التقليدية عن الأشباح واليوكاي. استُخدم مصطلح يوكاي لأول مرة للإشارة إلى أي ظاهرة خارقة للطبيعة وتم استخدامه بشكل شائع من قبل عالم فترة ميجي إينوي إنريو. أصبحت قصص كايدان شائعة في اليابان خلال هذه الفترة بعد اختراع تقنيات الطباعة، مما سمح بانتشار القصص المكتوبة. تشمل قصص كايدان المبكرة: "Otogi Boko"لأساي ريوي، و "Inga Monogatari” لسوزوكي شوجو، و "Otogi Monogatari"لأوغيتا أنسي.
لاحقًا، تطور مصطلح يوكاي ليشير إلى الحالات الانتقامية التي يتحول إليها الكامي ("الآلهة" أو الأرواح في الديانة الشنتوية) عندما لا يحترمهم أو يهملهم الأشخاص الذين يعيشون حول أضرحتهم. بمرور الوقت، لم يكن آلهة الشنتو هم الوحيدون القادرون على التحول إلى يوكاي، ولكن هذه القدرة على التحول أصبحت تُطبق على جميع الكائنات التي تحيط بها طاقة جامحة، يشار إليها باسم مونونوكي.

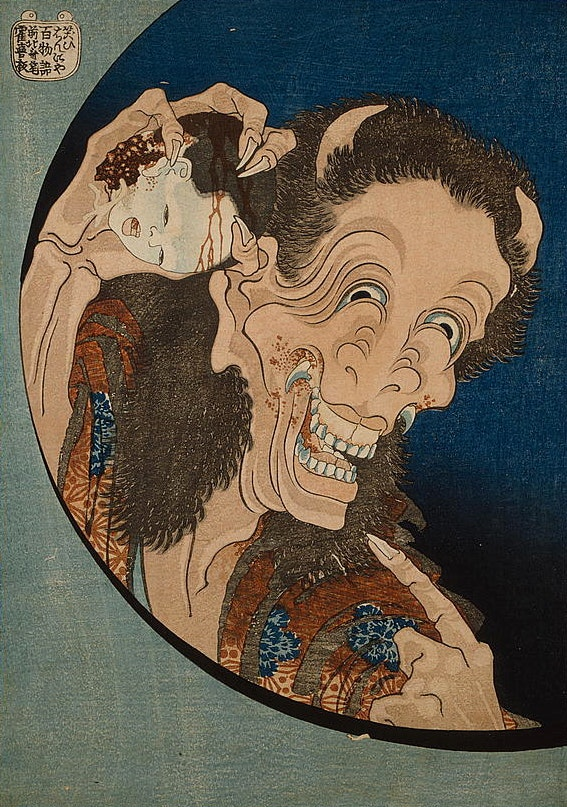
الشيطان الضاحك (The Laughing Demon 1830) من قبل: هوكوساي

غالبًا ما تصور الكابوكي والنو، وهما شكلان من أشكال المسرح الياباني التقليدي، حكايات رعب عن الانتقام والمظاهر المروعة. أحد الفروق بين هذين الشكلين من المسرح هو أن نو رسمي ومستهدف لطلاب الطبقات العليا بينما الكابوكي تفاعلي ويُنظر إليه على أنه "مسرح الشعب". غالبًا ما تشمل الموضوعات التي يتم تصويرها في مسرح نو الأصلي الأرواح الانتقامية ومسرحيات الشياطين وقصص الموت وغيرها. ألهمت العديد من قصص هذه المسرحيات التقليدية تصويرات الرعب الحديثة، وقد تم استخدام هذه القصص كمصدر للمواد لأفلام الرعب اليابانية. في الواقع، كان الكابوكي موضوعًا رئيسيًا للأفلام اليابانية المبكرة، وتم نسج الكابوكي تدريجيًا في إطار أفلام الرعب الحديثة التي نراها اليوم.
تمثل عناصر الرعب الياباني في الفن الشعبي في أعمال الفنان كاتسوشيكا هوكوساي في القرن الثامن عشر. كان رسامًا خلال فترة إيدو مشهورًا بطبعاته الحجرية لجبل فوجي. في عالم قصص الرعب، أنتج هوكوساي سلسلة مبنية على لعبة تقليدية لسرد قصص الأشباح تسمى مائة قصة رعب حيث صور الأشباح والوحوش التي كانت شائعة جدًا في هذه القصص. من المعروف أن خمسة فقط من المطبوعات نجت، لكنها تمثل بعضًا من قصص الأشباح الأكثر شهرة من الفولكلور في هذه الفترة الزمنية. وتشمل شبح أوكيكو، وهي خادمة قُتلت وألقيت في بئر وظهر شبحها بلا أطراف وهو ينهض من البئر لتعذيب قاتلها. يُعتقد أن الصور التقليدية حول هذه الحكاية الشعبية على وجه الخصوص أثرت على رواية الخاتم. الصور الأخرى من هذه المجموعة هي لشبح أويوا وشبح كوهادا كوهيجي. تدور قصة أويوا حول الخيانة والانتقام، حيث تُقتل الزوجة المخلصة على يد زوجها السيئ السمعة ويظهر شبحها ويعذبه ويخدعه. صورتها هي امرأة مشوهة بالسم الذي استخدمه زوجها لقتلها. إن صورة كوهادا مأخوذة من قصة ممثل مقتول، تتآمر زوجته لقتله. يغرق عشيقها كوهادا في رحلة صيد، ويمثل هوكوساي روحه المتحللة والهيكل العظمي المحاصرة في شبكة صيد.

## سينما الرعب اليابانية

### التاريخ والتطور

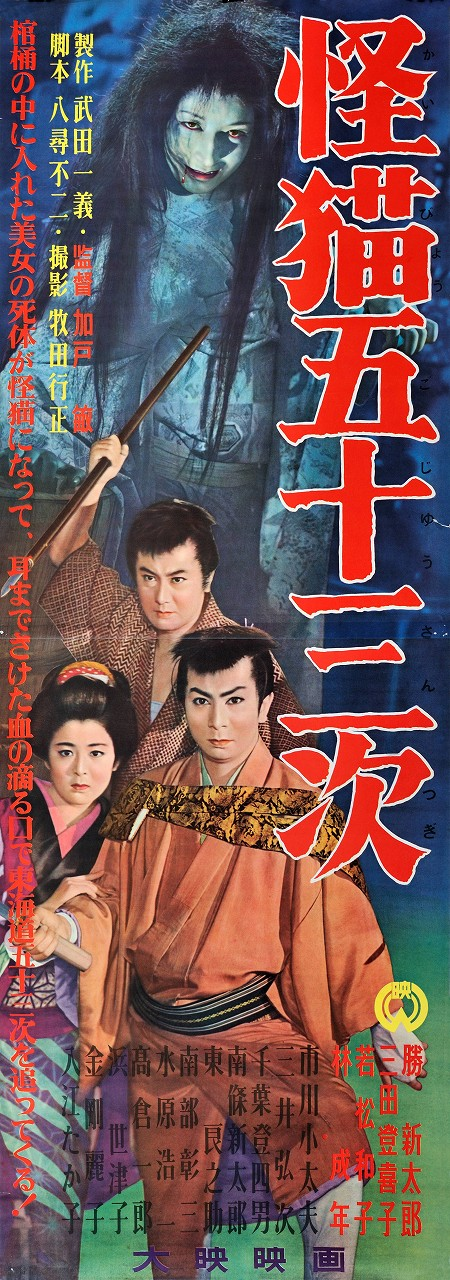
ملصق فيلم الرعب Ghost-Cat of Gojusan-Tsugi
(1956)

بعد قصف هيروشيما وناجازاكي عام 1945، كانت أفلام الرعب اليابانية تتكون بشكل أساسي من الأشباح المنتقمة، والطفرات الإشعاعية، والكايجو (وحوش عملاقة مشعة) بدءًا من غودزيلا (1954). كما كانت فترة ما بعد الحرب هي الفترة التي اكتسب فيها نوع الرعب مكانة بارزة في اليابان. كان فيلم أونيبابا (1964) من إخراج كانيتو شيندو أحد أول أفلام الرعب اليابانية الكبرى. تم تصنيف الفيلم على أنه دراما رعب تاريخية حيث تحاول امرأة وحماتها البقاء على قيد الحياة أثناء الحرب الأهلية. مثل العديد من أفلام الرعب اليابانية المبكرة، تم استخلاص العناصر إلى حد كبير من مسرح الكابوكي ونو التقليدي. يظهر فيلم أونيبابا أيضًا تأثيرًا كبيرًا من الحرب العالمية الثانية. كشف شيندو نفسه أن المكياج المستخدم في مشهد نزع الأقنعة مستوحى من الصور التي شاهدها لضحايا مشوهين من القنابل الذرية. في عام 1965، تم إصدار فيلم كوايدان. من إخراج ماساكي كوباياشي، فيلم كوايدان هو فيلم مختارات يتألف من أربع قصص، كل منها مبنية على قصص الأشباح التقليدية. على غرار أونيبابا، ينسج كوايدان عناصر من مسرح نو في القصة. تستخدم المختارات عناصر الرعب النفسي بدلاً من تكتيكات الخوف المفاجئ الشائعة في أفلام الرعب الغربية. بالإضافة إلى ذلك، يعرض كوايدان قاسمًا مشتركًا واحدًا يُرى في العديد من أفلام الرعب اليابانية، وهو الصور المتكررة للمرأة ذات الشعر الطويل غير المهذب المنسدل على وجهها. ومن الأمثلة على الأفلام الأخرى التي تم إنشاؤها بعد كوايدان والتي نسجت هذا النمط في القصة رينغ (1998)، و The Grudge (2004)، و Exte (2007). تم أخذ هذه الصور مباشرة من حكاية فولكلورية يابانية تقليدية تشبه ميدوسا. فيلم آخر جدير بالذكر هو House، وهو فيلم رعب سريالي عن مجموعة من تلميذات المدارس اللواتي يزورون عمتهن في الريف.

### الثمانينات
في الثمانينيات، كان هناك تحول واضح بعيدًا عن أفلام الرعب الدموية ذات الطراز العنيف، نحو النوع المثير نفسيًا والجو المكثف، بقيادة المخرج نوريو تسوروتا. بدأت سلسلة أفلام تسوروتا لعامي 1991 و 1992 Scary True Stories تحولًا فئويًا في هذه الأفلام، والتي يتم اختصارها أحيانًا إلى "J-horror".
في أفلام الرعب اليابانية المعاصرة، السمة السائدة هي المنازل المسكونة وتفكك الأسرة النواة. بالإضافة إلى ذلك، أصبحت الأمهات الوحشيات موضوعًا رئيسيًا، ليس فقط في الأفلام ولكن في روايات الرعب اليابانية أيضًا. يوفر فيلم كيوشي كوروساوا سويت هوم (1989) الأساس لفيلم المنزل المسكون المعاصر وكان أيضًا بمثابة إلهام لألعاب ريزدنت إيفل. شهدت الثقافة اليابانية تركيزًا متزايدًا على الحياة الأسرية، حيث تم التقليل من أهميةالولاء للرؤساء. ومن هنا، أصبح أي عمل لحل الأسرة يُنظر إليه على أنه أمر مرعب، مما جعله موضوعًا ذا أهميةخاصة في وسائل الإعلام اليابانية التي تحكي قصص الرعب.

### التأثير
كان فيلم رينغ (1998) مؤثرًا في السينما الغربية واكتسب مكانة في الغرب. طوال الثمانينيات والتسعينيات، كانت أفلام الرعب في هوليوود تهيمن عليها إلى حد كبير النوع الفرعي من أفلام السلاشر، والذي اعتمد على العنف على الشاشة وتكتيكات الصدمة والدماء. ساعد فيلم رينغ، الذي تزامن إطلاقه في اليابان تقريبًا مع فيلم مشروع الساحرة بلير في الولايات المتحدة، في تنشيط هذا النوع من خلال اتباع نهج أكثر تحفظًا في الرعب، وترك الكثير من الرعب لخيال الجمهور. أثار الفيلم اهتمامًا عالميًا بالسينما اليابانية بشكل عام وسينما الرعب اليابانية بشكل خاص، وهي النهضة التي أدت إلى صياغة مصطلح J-Horror في الغرب. أدى هذا "الرعب الآسيوي الجديد" إلى إصدارات ناجحة أخرى، مثل جو-أون: الحقد و دارك واتر. بالإضافة إلى الإنتاجات اليابانية، نجحت هذه الطفرة أيضًا في لفت الانتباه إلى أفلام مماثلة تم إنتاجها في دول شرق آسيا الأخرى في نفس الوقت، مثل كوريا الجنوبية (قصة شقيقتين) وهونج كونج (العين).
منذ أوائل العقد الأول من القرن الحادي والعشرين، أعيد إنتاج العديد من أفلام الرعب اليابانية الأكثر شهرة. كان رينغ (1998) أحد أول الأفلام التي أعيد إنتاجها باللغة الإنجليزية باسم ذا رينغ، ولاحقًا ذا رينغ 2 (على الرغم من أن هذه التكملة لا تشبه التكملة اليابانية الأصلية تقريبًا). تشمل الأمثلة البارزة الأخرى الحقد (2004) و ماء عادم (2005) و مكالمة فائتة (2008).
باستثناء ذا رينغ، تلقت معظم عمليات إعادة إنتاج أفلام الرعب اليابانية باللغة الإنجليزية مراجعات سلبية (على الرغم من أن "الحقد" تلقى مراجعات متباينة). تلقى مكالمة فائتة أسوأ استقبال على الإطلاق، حيث حصل على جائزة "Moldy Tomatoe" في Rotten Tomatoes لحصوله على نسبة موافقة نقدية 0٪. تم إعطاء الضوء الأخضر لفيلم ذا رينغ 3D من قبل شركة باراماونت في عام 2010، وفي وقت لاحق تمت إعادة تسمية الفيلم إلى Rings وتم إصداره في أوائل عام 2017.
لقد قام العديد من المخرجين الأصليين الذين صنعوا أفلام الرعب الآسيوية هذه بإخراج نسخ جديدة باللغة الإنجليزية.[بحاجة لمصدر] على سبيل المثال، قام هيديو ناكاتا، مخرج فيلم رينغ، بإخراج النسخة الجديدة من فيلم ذا رينغ 2؛ وقام تاكاشي شيميزو، مخرج فيلم جو-أون: الحقد الأصلي، بإخراج النسخة الجديدة من فيلم الحقد بالإضافة إلى تكملة الفيلم.
كما قامت العديد من الدول الآسيوية الأخرى بإعادة إنتاج أفلام الرعب اليابانية. على سبيل المثال، قامت كوريا الجنوبية بإنشاء نسختها الخاصة من فيلم الرعب الياباني الكلاسيكي رينغ، بعنوان ذا رينغ فايروس
في عام 2007، أصدر الكاتب والمخرج جيسون كوادرادو المقيم في لوس أنجلوس فيلم حكايات الموت، وهو فيلم رعب من أربعة أجزاء صوره كوادرادو في الولايات المتحدة مع طاقم من الممثلين اليابانيين يتحدثون لغتهم الأم.

## الأنواع الفرعية الأخرى

### أفلام وحوش الكايجو
كانت أفلام الرعب اليابانية المؤثرة الأولى هي أفلام وحوش الكايجو، وأبرزها سلسلة غودزيلا، التي ظهر فيها غودزيلا لأول مرة في عام 1954. في عام 1973، أجرت مجلة The Monster Times استطلاع رأي لتحديد أكثر وحش سينمائي شهرة. تم التصويت على غودزيلا كأكثر وحش سينمائي شهرة، متغلبًا على مجموعة يونيفيرسال ستوديوز من الكونت دراكولا، وكينغ كونغ، والرجل الذئب، والمومياء، ومخلوق من البحيرة السوداء، ووحش فرانكنشتاين.
غودزيلا، ملك الوحوش! (1956)، نسخة أمريكية أعيد تحريرها من غودزيلا الأصلي للسوق في أمريكا الشمالية، ألهمت ستيفن سبيلبرغ بشكل خاص عندما كان شابًا. وصف غودزيلا بأنه "الأكثر براعة بين جميع أفلام الديناصورات" لأنه "جعلك تعتقد أنه يحدث بالفعل". كما تم الاستشهاد بغودزيلا كمصدر إلهام من قبل المخرجين مارتن سكورسيزي وتيم بيرتون.

### خيال الزومبي
هناك العديد من الأعمال اليابانية التي تتناول قصص الزومبي. كان فيلم Battle Girl: The Living Dead in Tokyo Bay (1991) من إخراج كازو كوميزو أحد أقدم أفلام الزومبي اليابانية التي احتوت على قدر كبير من الدماء والعنف. ومع ذلك، فشل الفيلم في توليد استجابة وطنية كبيرة في شباك التذاكر الياباني. لم يبدأ العديد من صناع الأفلام في الاستفادة من أفلام الزومبي إلا بعد إصدار لعبتي زومبي يابانيتين عام 1996، ريزدنت إيفل من كابكوم وذا هاوس أوف ذا ديد من سيجا، والتي أشعل نجاحها جنونًا دوليًا لوسائل الإعلام التي تتناول الزومبي. بالإضافة إلى عرض الزومبي البطيئين الكلاسيكيين لجورج روميرو، قدمت ذا هاوس أوف ذا ديد أيضًا نوعًا جديدًا من الزومبي: الزومبي السريع الجري.
وفقًا لكيم نيومان في كتاب "Nightmare Movies" (2011)، فإن "إحياء الزومبي بدأ في الشرق الأقصى" خلال أواخر التسعينيات، مستوحى إلى حد كبير من لعبتي زومبي يابانيتين تم إصدارهما في عام 1996: ريزدنت إيفل، والتي بدأت سلسلة ألعاب الفيديو ريزدنت إيفل، و ذا هاوس أوف ذا ديد. ألهم نجاح لعبتي الزومبي لعام 1996 موجة من أفلام الزومبي الآسيوية، مثل الزومبي الكوميدي Bio Zombie (1998) وفيلم الحركة Versus (2000). تأثرت أفلام الزومبي التي تم إصدارها بعد ريزدنت إيفل بألعاب فيديو الزومبي، والتي ألهمتها للتركيز أكثر على الحركة مقارنة بأفلام جورج روميرو القديمة.
انتشر إحياء الزومبي الذي بدأ في الشرق الأقصى عالميًا في نهاية المطاف بعد النجاح العالمي لألعاب الزومبي اليابانية ريزدنت إيفل وذا هاوس أوف ذا ديد. لقد أشعلوا شرارة إحياء نوع الزومبي في الثقافة الشعبية، مما أدى إلى تجدد الاهتمام العالمي بأفلام الزومبي خلال أوائل العقد الأول من القرن الحادي والعشرين. بالإضافة إلى تكييفها في أفلام ريزدنت إيفل و هوس أوف ذا ديد من عام 2002 فصاعدًا، ألهمت ألعاب الفيديو الأصلية نفسها أيضًا أفلام الزومبي مثل بعد 28 يوما (2002) وشون أوف ذا ديد (2004)، مما أدى إلى إحياء أفلام الزومبي خلال العقد الأول من القرن الحادي والعشرين. في عام 2013، قال جورج روميرو إن ألعاب الفيديو ريزدنت إيفل و هاوس أوف ذا ديد "أكثر من أي شيء آخر" هي التي روجت لمفهوم الزومبي في الثقافة الشعبية في أوائل القرن الحادي والعشرين. كما بدأت الزومبي السريعة التي تم تقديمها في ألعاب ذا هاوس أوف ذا ديد في الظهور في أفلام الزومبي خلال العقد الأول من القرن الحادي والعشرين.
حقق الفيلم الكوميدي الياباني منخفض الميزانية One Cut of the Dead (2017) نجاحًا كبيرًا في اليابان، وحظي بإشادة عامة في جميع أنحاء العالم وحقق تاريخًا في شباك التذاكر الياباني من خلال كسب أكثر من ألف ضعف ميزانيته.

## وسائل الإعلام الأخرى

### الأنيمي والمانغا
مانغا الرعب هي تطور حديث للقصص المتسلسلة التي تم إنتاجها كنصوص مطبوعة على الخشب خلال فترة إيدو. تتعامل هذه الروايات المصورة عادةً مع مجازات تاريخية للرعب تستند إلى روكودو البوذية (ستة عوالم) والفكرة المخيفة للسيولة، حيث يمكن للمرء أن يتنقل بين هذه العوالم دون قصد، مثل التنقل بين السماء والأرض والجحيم، حيث تتداخل العوالم. تستند بعض أفلام الرعب اليابانية الشهيرة إلى هذه المانغا، بما في ذلك تومي وأوزوماكي ويوجين. تشمل أمثلة أنمي الرعب مذكرة الموت ياميشيباي: قصص الأشباح اليابانية ‏ وبوغيبوب فانتوم.

### ألعاب الفيديو
تشمل أمثلة ألعاب الفيديو اليابانية المبنية على الرعب: ريزدنت إيفل، Ghost House، كاسلفينيا، سايلنت هيل، بروجكت زيرو.

## أنظر أيضاً
- فيلم رعب
- J-Horror Theatre